# سد عمیدآباد
سد عمید آباد یکی از سدهای در دست بهره برداری استان زنجان است.